# Латвійсько-шведські відносини
Латвійсько-шведські відносини — двосторонні дипломатичні відносини між Латвією і Швецією. Країни є членами Європейського союзу, Ради країн Балтійського моря, Ради Європи, Північно-Балтійської вісімки, Організації економічного співробітництва і розвитку, а також Організації Об'єднаних Націй.

## Історія
15 серпня 2011 року на церемонії в Стокгольмі прем'єр-міністр Швеції Фредрік Райнфельдт зробив заяву, що в 1944 році Швеція стала однією з перших країн, яка визнала радянську окупацію країн Балтії. У 1945 році Стокгольм екстрадував в СРСР близько 170 солдатів Ваффен-СС з країн Балтії, які втекли від Червоної армії і знайшли притулок в Швеції. Також, Фредрік Райнфельдт офіційно вибачився перед прем'єр-міністрами Естонії, Латвії та Литви за те, що Швеція закривала очі на факт радянської окупації країн Балтії після закінчення Другої світової війни.
27 квітня 2018 року кронпринцеса Швеції Вікторія і герцог Вестергетландський Даніель відвідали з офіційним візитом Ригу, де їх прийняв президент Латвії Раймондс Вейоніс. 28 травня 2018 року уряд Швеції подарував Латвії 10 млн шведських крон з нагоди 100-річчя від дня проголошення незалежності цієї країни.

## Торгівля
Після здобуття незалежності Латвією в 1990 році від СРСР, Швеція стала найбільшим іноземним інвестором в економіку цієї країни. У Латвії зареєстрована Торгова палата Швеції.

## Дипломатичні представництва
- Латвія має посольство в Стокгольмі.[5]
- Швеція — посольство в Ризі.[6]